# Paris Masters 2006 - Qualificazioni singolare
Le qualificazioni del singolare  del Paris Masters 2006 sono state un torneo di tennis preliminare per accedere alla fase finale della manifestazione. I vincitori dell'ultimo turno sono entrati di diritto nel tabellone principale. In caso di ritiro di uno o più giocatori aventi diritto a questi sono subentrati i lucky loser, ossia i giocatori che hanno perso nell'ultimo turno ma che avevano una classifica più alta rispetto agli altri partecipanti che avevano comunque perso nel turno finale.
Le qualificazioni del torneo Paris Masters 2006 prevedevano 24 partecipanti di cui 6 sono entrati nel tabellone principale.

## Teste di serie
1. Mardy Fish (primo turno)
2. Maks Mirny (Qualificato)
3. Assente
4. Janko Tipsarević (Qualificato)
5. Daniele Bracciali (Qualificato)
6. Christophe Rochus (ultimo turno)

1. Vince Spadea (Qualificato)
2. Andreas Seppi (Qualificato)
3. Jo-Wilfried Tsonga (primo turno)
4. Édouard Roger-Vasselin (primo turno)
5. George Bastl (primo turno)
6. Assente

## Qualificati
1. Michaël Llodra
2. Maks Mirny
3. Andreas Seppi

1. Janko Tipsarević
2. Daniele Bracciali
3. Vince Spadea

## Tabellone

### Legenda
| - Q = Qualificato - WC = Wild card - LL = Lucky loser | - ALT = Alternate - SE = Special Exempt - PR = Protected Ranking | - w/o = Walkover - r = Ritirato - d = Squalificato |

### Sezione 1
|  | Primo turno         | Primo turno         | Primo turno         | Primo turno | Primo turno |  |  | Ultimo turno        | Ultimo turno        | Ultimo turno        | Ultimo turno | Ultimo turno |  |
|  |                     |                     |                     |             |             |  |  |                     |                     |                     |              |              |  |
|  |                     | Michaël Llodra      | Michaël Llodra      | 6           | 6           |  |  |                     |                     |                     |              |              |  |
|  | 1                   | Mardy Fish          | Mardy Fish          | 2           | 4           |  |  | Michaël Llodra      | Michaël Llodra      | Michaël Llodra      | 6            | 6            |  |
|  | Alexandre Sidorenko | Alexandre Sidorenko | Alexandre Sidorenko | 6           | 6           |  |  | Alexandre Sidorenko | Alexandre Sidorenko | Alexandre Sidorenko | 1            | 2            |  |
|  | Petar Popović       | Petar Popović       | Petar Popović       | 3           | 4           |  |  |                     |                     |                     |              |              |  |

### Sezione 2
|  | Primo turno | Primo turno            | Primo turno            | Primo turno | Primo turno |  |  | Ultimo turno | Ultimo turno           | Ultimo turno           | Ultimo turno | Ultimo turno |  |
|  |             |                        |                        |             |             |  |  |              |                        |                        |              |              |  |
|  | 2           | Maks Mirny             | 7                      | 62          | 6           |  |  |              |                        |                        |              |              |  |
|  |             | Alejandro Falla        | 65                     | 7           | 1           |  |  | 2            | Maks Mirny             | Maks Mirny             | 7            | 6            |  |
|  |             | Édouard Roger-Vasselin | Édouard Roger-Vasselin | 6           | 6           |  |  |              | Édouard Roger-Vasselin | Édouard Roger-Vasselin | 6(1)         | 3            |  |
|  | 10          | Simon Greul            | Simon Greul            | 4           | 3           |  |  |              |                        |                        |              |              |  |

### Sezione 3
|  | Primo turno        | Primo turno        | Primo turno        | Primo turno | Primo turno |  |  | Ultimo turno | Ultimo turno       | Ultimo turno | Ultimo turno | Ultimo turno |  |
|  |                    |                    |                    |             |             |  |  |              |                    |              |              |              |  |
|  | Tejmuraz Gabašvili | Tejmuraz Gabašvili | Tejmuraz Gabašvili | 6           | 6           |  |  |              |                    |              |              |              |  |
|  | Cyril Saulnier     | Cyril Saulnier     | Cyril Saulnier     | 4           | 4           |  |  |              | Tejmuraz Gabašvili | 6            | 5            | 3            |  |
|  | 8                  | Andreas Seppi      | 3                  | 6           | 7           |  |  | 8            | Andreas Seppi      | 4            | 7            | 6            |  |
|  |                    | Łukasz Kubot       | 6                  | 4           | 64          |  |  |              |                    |              |              |              |  |

### Sezione 4
|  | Primo turno | Primo turno      | Primo turno      | Primo turno | Primo turno |  |  | Ultimo turno | Ultimo turno     | Ultimo turno | Ultimo turno | Ultimo turno |  |
|  |             |                  |                  |             |             |  |  |              |                  |              |              |              |  |
|  | 4           | Janko Tipsarević | Janko Tipsarević | 7           | 6           |  |  |              |                  |              |              |              |  |
|  |             | Thierry Ascione  | Thierry Ascione  | 64          | 3           |  |  | 4            | Janko Tipsarević | 7            | 4            | 6            |  |
|  |             | George Bastl     | 6                | 3           | 6           |  |  |              | George Bastl     | 65           | 6            | 1            |  |
|  | 11          | Feliciano López  | 1                | 6           | 2           |  |  |              |                  |              |              |              |  |

### Sezione 5
|  | Primo turno | Primo turno        | Primo turno        | Primo turno | Primo turno |  |  | Ultimo turno | Ultimo turno       | Ultimo turno       | Ultimo turno | Ultimo turno |  |
|  |             |                    |                    |             |             |  |  |              |                    |                    |              |              |  |
|  | 5           | Daniele Bracciali  | 6                  | 5           | 6           |  |  |              |                    |                    |              |              |  |
|  |             | Grégory Carraz     | 3                  | 7           | 3           |  |  | 5            | Daniele Bracciali  | Daniele Bracciali  | 6            | 6            |  |
|  |             | Jo-Wilfried Tsonga | Jo-Wilfried Tsonga | 7           | 7           |  |  |              | Jo-Wilfried Tsonga | Jo-Wilfried Tsonga | 1            | 2            |  |
|  | 9           | Stefan Koubek      | Stefan Koubek      | 65          | 64          |  |  |              |                    |                    |              |              |  |

### Sezione 6
|  | Primo turno | Primo turno       | Primo turno | Primo turno | Primo turno |  |  | Ultimo turno | Ultimo turno      | Ultimo turno      | Ultimo turno | Ultimo turno |  |
|  |             |                   |             |             |             |  |  |              |                   |                   |              |              |  |
|  | 6           | Christophe Rochus | 3           | 6           | 6           |  |  |              |                   |                   |              |              |  |
|  |             | Benjamin Balleret | 6           | 1           | 4           |  |  | 6            | Christophe Rochus | Christophe Rochus | 4            | 3            |  |
|  | 7           | Vince Spadea      | 6           | 3           | 6           |  |  | 7            | Vince Spadea      | Vince Spadea      | 6            | 6            |  |
|  |             | Tomáš Zíb         | 0           | 6           | 1           |  |  |              |                   |                   |              |              |  |